# Mennigspecht
Der Mennigspecht (Chrysophlegma miniaceum, Syn.: Picus miniaceus) ist eine Vogelart aus der Familie der Spechte (Picidae). Der kleine Specht besiedelt Teile Südostasiens und bewohnt in erster Linie den dichten, immergrünen tropischen Regenwald, aber auch Sekundärwald, Waldränder, offeneren Wald, Mangrove sowie Gummibaumplantagen und Gärten. Die in allen Strata des Waldes und auch an liegendem Totholz gesuchte Nahrung besteht soweit bekannt aus Ameisen sowie deren Larven und Puppen.
Die Art ist wenig häufig bis recht häufig, der Bestand gilt als stabil. Der Mennigspecht wird von der IUCN daher als ungefährdet („least concern“) eingestuft.

## Beschreibung
Mennigspechte sind kleine Spechte mit einer deutlichen Federhaube, einem steifen, langen Schwanz und einem recht kurzen, leicht meißelförmig zugespitzten und an der Basis sehr breiten Schnabel. Der Schnabelfirst ist nach unten gebogen. Die Körperlänge beträgt etwa 23–26 cm, das Gewicht 79–102 g, sie sind damit etwas größer und schwerer als ein Buntspecht. Die Art zeigt hinsichtlich der Färbung einen sehr geringen Geschlechtsdimorphismus. Weibchen sind außerdem etwas kleiner als Männchen, haben jedoch einen proportional längeren Schwanz.
Bei Männchen der im Süden Myanmars und im thailändischen Teil der Malaiischen Halbinsel verbreiteten Unterart P. m. perlutum ist der Rücken auf matt grünlich olivem Grund beige weißlich gebändert. Der Bürzel ist gelb. Die Oberschwanzdecken sind olivbraun und ebenfalls häufig matt beige gebändert. Die Oberflügeldecken und meist auch ein Teil der Schulterfedern sind matt rot und zeigen regelmäßig einen olivfarbenen Hauch. Schwingen und Schirmfedern sind überwiegend braun, die Außenfahnen der Schirmfedern, der Armschwingen sowie die Basen der Außenfahnen der Handschwingen sind ausgedehnt matt rot mit olivem Ton. Die Außenfahnen sowie die Basen der Innenfahnen der Handschwingen weisen ebenso wie die Innenfahnen der Armschwingen eine beige Bänderung auf. Die Schwanzoberseite ist schwärzlich. Die obere Brust ist rötlich braun und gelegentlich schwach gebändert, die übrige Unterseite des Rumpfes einschließlich der Unterschwanzdecken ist auf weißlich beigem bis hell rötlichem Grund schmal dunkelbraun gebändert; diese Bänderung ist auf den Flanken am kräftigsten. Die Unterflügel sind auf braunem Grund beige gebändert. Der Unterschwanz ist bräunlich bis beigebraun. 

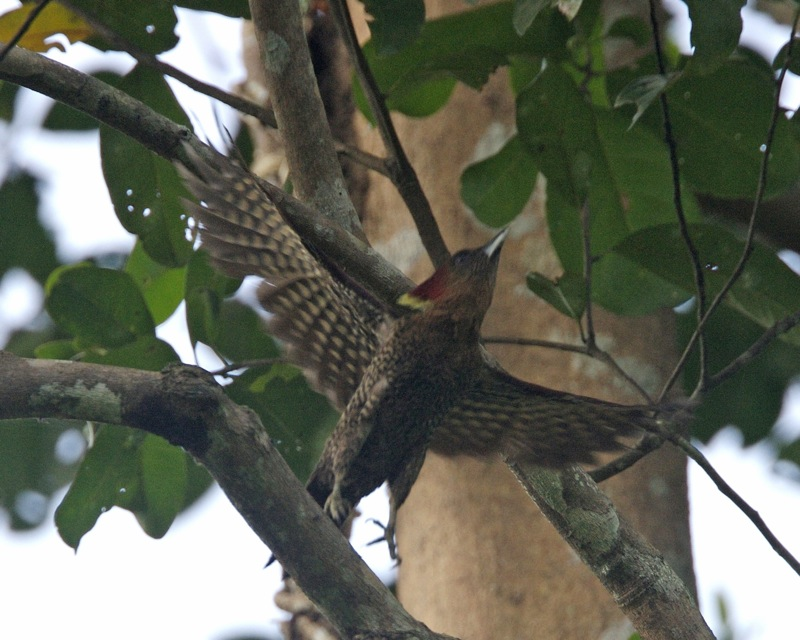
Abfliegender Mennigspecht

Mennigspechte haben eine nur wenig kontrastreiche Kopfzeichnung. Die Stirn ist rötlich braun, Ober- und Hinterkopf sind matt rot; die dünnen, verlängerten Federn der Haube haben ausgedehnte gelbe Spitzen. Der übrige Kopf und der Hals sind dunkelbraun mit rötlichen Federspitzen, Kinn und Kehle sind braun und zeigen meist rötlich braune Federspitzen. Im abgetragenen Gefieder sind die roten Gefiederpartien mehr braun und die Unterseitenbänderung ist weniger auffallend.
Der Schnabel ist schwärzlich grau, der Unterschnabel ist heller. Beine und Zehen sind grüngrau bis matt grünlich. Die Iris ist dunkel rötlich kastanienbraun bis rot.
Beim Weibchen sind Gesicht und Kehle brauner und leicht hell beige gefleckt, die roten Federspitzen fehlen weitgehend.

## Lautäußerungen
Häufige Rufe sind kreischende, häherähnliche „kwee“-Laute, die einzeln oder in Serien bis zu siebenmal in gleicher Tonhöhe geäußert werden, etwa wie „tschewerk-tschewerk-tschewerk“. Weiterhin ist ein abfallendes, traurig klingendes „peew“ bekannt, welches in Intervallen oder bei Begegnungen mit Artgenossen abwechselnd mit gereihten „kwi-wi-tä-wi-kwi“-Rufen vorgetragen wird. Die Art trommelt offenbar nicht.

## Verbreitung
Diese Spechtart besiedelt Teile Südostasiens. Das Verbreitungsgebiet reicht in West-Ost-Richtung vom Süden Myanmars, der Insel Nias und dem Nordwesten Sumatras bis zur Ostküste Borneos, nach Süden reicht das Areal über große Teile der Malaiischen Halbinsel und Sumatra bis Java. Die Größe des Gesamtverbreitungsgebietes ist nicht genau bekannt.

## Systematik
Winkler et al. erkennen vier wenig differenzierte Unterarten an:
- Chrysophlegma miniaceum perlutum  (Kloss, 1918) – Süden Myanmars und thailändischer Teil der Malaiischen Halbinsel. Diese Unterart ist oben beschrieben.
- Chrysophlegma miniaceum malaccense  (Latham, 1790)  – Malaysia, Sumatra und Borneo. Sehr ähnlich wie vorige Unterart, aber dunkle Unterseitenbänderung breiter.
- Chrysophlegma miniaceum niasense  Buttikofer, 1896  – Insel Nias. Etwas kleiner als vorige Unterart und insgesamt leuchtender gefärbt, Oberkopf stärker rot und auch oberer Rücken mit Rot-Ton, Rotfärbung bis auf obere Brust ausgedehnt und Rücken mit mehr Gelb.
- Chrysophlegma miniaceum miniaceum  (Pennant, 1769)  – Java. Der Schnabel der Nominatform ist im Mittel länger als bei allen anderen Unterarten. Brust deutlicher gebändert und oft hell gefleckt, oberer Rücken mit roten Federspitzen.

## Lebensraum
Mennigspechte bewohnen in erster Linie den dichten, immergrünen tropischen Regenwald, aber auch Sekundärwald, Waldränder, offeneren Wald, Mangrove sowie Gummibaumplantagen und Gärten. Die Art kommt vom Flach- bis ins Bergland vor, auf der Malaiischen Halbinsel überwiegend unterhalb 900 m, selten bis 1200 m, auf Borneo bis 1400 und möglicherweise bis 1700 m, auf Java bis 1500 m.

## Lebensweise
Mennigspechte sind wenig auffällig und werden meist einzeln oder paarweise angetroffen. Sie bewegen sich langsam und zielgerichtet und verweilen oft länger an einer Stelle, um die Umgebung abzusuchen. Die Nahrungssuche erfolgt in allen Strata des Waldes, die Tiere suchen zwischen Ranken und im dichten Astwerk, an starken Stämmen vor allem toter Bäume und an liegendem Totholz ebenso wie in den Baumkronen an toten und lebenden Ästen sowie an den Basen von Epiphyten. Die Nahrung besteht soweit bekannt aus Ameisen und deren Larven und Puppen. Sie wird durch probeweises Hacken und leichte Hiebe, Sondieren und Ablesen erlangt. 
Bruten wurden in Malaysia und auf den Großen Sundainseln zwischen Januar und August beobachtet. Beide Geschlechter bauen Höhlen in toten Bäumen oder abgestorbenen Teilen lebender Bäume, die Gelege umfassen zwei bis drei Eier. Weitere Angaben zur Brutbiologie liegen bisher nicht vor.

## Bestand und Gefährdung
Angaben zur Größe des Weltbestandes sind nicht verfügbar. Die Art ist in ihrem Areal wenig häufig bis recht häufig, der Bestand gilt als stabil. Der Mennigspecht wird von der IUCN daher als ungefährdet („least concern“) eingestuft.